# Nicator gularis
El conquistador oriental (Nicator gularis) es una especie de ave paseriformes de la familia Nicatoridae, si bien actualmente sigue en debate su estatus como incertae sedis.

## Distribución y hábitat
Se puede encontrar en Kenia, Malaui, Mozambique, Somalia, Sudáfrica, Suazilandia, Tanzania, Zambia y Zimbabue. Sus hábitats naturales son los bosques tropicales y subtropicales, las sabanas secas y los matorrales húmedos tropicales y subtropicales.